# 木曜クラブ

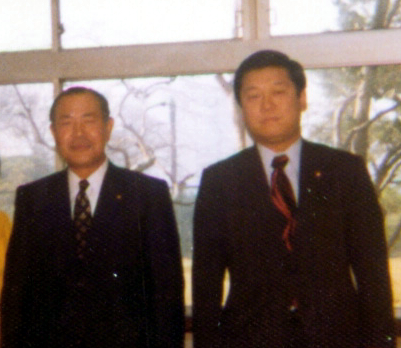
田中角栄（左）と小沢一郎（右）

木曜クラブ（もくようクラブ）は、かつて存在した自由民主党の派閥。通称田中派。旧自由党の吉田派から佐藤派（周山会）の流れを汲む。名目上の会長は西村英一→二階堂進だが、事実上のオーナーは一貫して田中角栄であり、自民党を離党した後も常にこの木曜クラブを通じて自民党ひいては日本政界に君臨し続けた。

## 経歴

### 田中派の旗揚げ
田中角栄は1972年5月15日の沖縄返還協定の発効が、佐藤栄作首相引退の花道になると踏んでいた。沖縄本土復帰に照準を合わせて、田中はクーデター計画の実行に移る。同年5月9日、佐藤派内の田中角栄擁立グループが台東区の柳橋の料亭「いな垣」に集まった。当日、田中本人は会場に顔を出さず、目白台の自宅で電話の前に座っていた。料亭の供待ち部屋で秘書の早坂茂三は小窓を少し開け、出席者が現れるたびに田中に連絡をした。最後の参加者を告げると田中は「よし、予定どおりだ。これで結構」と答えた。
この日、佐藤派102人から、衆議院議員40人（うち代理人7人）、参議院議員41人（うち代理人5人）が集結。合計81人の大派閥となり、これを機に佐藤派は田中派と福田派に分裂した。
同年7月5日に行われた自民党総裁選挙には田中、福田、大平正芳、三木武夫（三角大福）が立候補し、田中が当選した。7月7日、田中は内閣総理大臣に就任した。

### 七日会
1972年7月7日の内閣総理大臣就任に伴い、「七日会」として正式に田中派が旗揚げされた。西村英一が会長に就任した。
最高顧問
- 田中角栄

顧問
- 橋本登美三郎、木村武雄、久野忠治、前田正男、植木庚子郎
- 郡祐一、前田佳都男、江藤智、二木謙吾

会長
- 西村英一

副会長
- 二階堂進、江﨑真澄、吉武恵市、徳永正利

理事
- 足立篤郎、井原岸高、田村元、金丸信、亀岡高夫
- 小沢辰男、木村睦男、西村尚治、大森久司、宮崎正雄
- 柳田桃太郎、岡本悟、寺本広作、上田稔、長田裕二

幹事
- 橋本龍太郎、小宮山重四郎、大村襄治、松野幸泰、梶山静六
- 佐藤守良、奥田敬和、林義郎、渡部恒三、愛野興一郎
- 戸井田三郎、村岡兼造、金井元彦、梶木又三、川野辺静
- 安西愛子、世耕政隆、井上吉夫、遠藤要、亀井久興
- 戸塚進也、山東昭子

派閥の特色としては、田中が首相在任中に日中国交正常化を成し遂げたこともあり、台湾（中華民国）とは距離を置く親中派が多かった。また、道路や郵政などの公共事業による集金、集票力のある利権と深い関係を持つ族議員が圧倒的に多かった。また、議員数の増加によって自民党内の全ての政策部会に族議員化した田中派所属議員を抱えるようになると、地方自治体の首長などから「田中派に所属すれば地元からのあらゆる陳情を派内で処理して貰える」という暗黙の了解が形成されるようになり、田中内閣崩壊後も求心力を維持し続ける効果を齎した。田中は自らの派閥を総合病院と評した。
1976年、派閥のオーナーである田中と、派閥幹部の橋本登美三郎が、ロッキード事件に関与したとして逮捕される。逮捕直後に田中は自民党離党届と七日会退会届を提出する。取り調べの後に保釈された田中は、刑事被告人で自民党籍を持たない無所属衆議院議員（いわゆる「自民党周辺居住者」）ながら派閥領袖として田中派を通じて裏舞台から政界に影響力を維持し、なおも実質的な七日会のオーナーであり続け、マスコミからは「闇将軍」と呼ばれた。田中と田中派が世間から厳しい目を向けられたこの時も派閥からの脱落者は一名も出さず、田中派の結束の強さを示した。しかし、これは裏を返せば、田中に楯突いたり反目すれば、政治生命を脅かす報復が待っていることの表れとも見られた。この時の選挙で初当選した相澤英之は田中派入りを断ったため長く冷遇されたといわれる。
1977年、党内の派閥解消の流れで一時「七日会」の看板を降ろすが、翌年の福田赳夫、大平正芳による総裁選を境に派閥活動を復活させ「政治同友会」（会長・西村英一）を発足させた。

### 木曜クラブ
1980年、政治同友会から「木曜クラブ」に派閥名を改めた。選挙で落選した西村に代わり、二階堂が会長に就任。かつて佐藤派が「木曜研究会」という派閥名だったことが由来している。
会長
- 二階堂進

副会長
- 江﨑真澄、郡祐一

代表幹事
- 竹下登

事務総長
- 小沢辰男

運営局長
- 小沢一郎

広報担当
- 渡部恒三

木曜クラブへの衣替えと同時に、田中は積極的な派閥拡大を進め始める。刑事裁判とロッキード政局の長期化により自民党復党がかなわない田中は、田中派を掌握し、船田派や水田派などの旧中間派・無派閥議員を次々と田中派に入会させた。1980年には99名、その後も入会者を増やし、ロッキード事件第一審判決の年の1983年の総選挙でも自民党が大敗する中で田中派は2人の議員を減らしたにとどまり（ただし、各選挙区に田中派の候補を大量擁立していたため田中派の落選者も多かった）、1984年には118名と、田中派は年月を経るごとにさらに膨張していった。さらに、様々な事情で表向きは田中派にこそ所属していなかったものの、所謂「隠れ田中派」の無派閥議員も存在しており、同派は「田中軍団」と呼ばれて政界の内外で恐れられるようになる。
大平、鈴木善幸、中曽根康弘政権樹立の大きな原動力となり、総理・総裁を目指すには、田中派の協力なしでは不可能と言われていた。しかし、この頃から派内で「他派の候補ばかりを担いで自派から総理・総裁を出さないのは士気が下がる」との声が漏れるようになった。田中は、自身の影響力低下を恐れ、また将来の復権を考えていたため、田中派内から自分に取って代わる人間、つまりは竹下登の総裁選出馬を許さないと考えていたと言われる。しかし、田中の意を体して竹下を抑えつける立場であった二階堂進会長自身が党内の反中曽根派の使嗾に乗って総裁選出馬の意欲を一時示す（二階堂擁立構想）など、自前の総裁候補を出そうという機運が派内に充満した。

### 創政会、経世会の結成
1984年12月18日、赤坂の日商岩井ビルにあるフランス料理屋に竹下、梶山静六、金丸信、小渕恵三、羽田孜、小沢一郎、遠藤要の7人が集まり、次期自民党総裁選で竹下擁立を図る計画の話し合いがもたれた。
1985年2月7日、竹下を頭とする派中派の「創政会」が結成された。当初は勉強会だという表向きの説明を信じて容認していた田中は派中派と知るや憤慨してこれを抑えつけたが、やみくもな飲酒がたたり、同年2月27日、脳梗塞で倒れた。
1987年7月4日、木曜クラブから113人が参加して、経世会の結成大会が行われた。二階堂系だった田村グループや、創政会結成を痛烈に批判し派内の一本化を目指していた奥田敬和らも経世会の旗揚げに参加した。ここに至り、当時141人の議員を有していた田中派は、（1）竹下派、（2）木曜クラブ、（3）中立系の3つのグループに分裂した。二階堂会長、江﨑真澄、小坂徳三郎、山下元利ら木曜クラブの残留組は「二階堂グループ」と呼ばれることとなった。分裂時の各グループの内訳は下記のとおり。
| 派閥           | 議員数 | 議員名 |
| -------------- | ------ | --- |
| 竹下派         | 113    | （省略） |
| 二階堂グループ | 15     | 江﨑真澄、久野忠治、二階堂進、松野幸泰、山下元利、稲村利幸、小坂徳三郎、田村良平、 林義郎、有馬元治、保岡興治、田中直紀、井上吉夫、川原新次郎、吉川芳男 |
| 中立系         | 13     | 小沢辰男、渡辺紘三、戸井田三郎、後藤田正晴、今枝敬雄、木村睦男、河本嘉久蔵、世耕政隆、 大鷹淑子、森下泰、長谷川信、浦田勝、海江田鶴造                   |

二階堂グループは引き続き独立勢力を維持したが、少人数で閣僚ポストの獲得もままならず、政界への影響力は低下した。なお、中立系も内閣官房長官を務めていた後藤田を除き総裁選直前に竹下支持に動いている。
1989年6月8日、政府・自民党首脳会議での閣僚・党役員の派閥離脱方針に沿った措置として、二階堂（副総裁経験者として自民党最高顧問）と、北海道・沖縄開発庁長官として入閣した井上吉夫は二階堂グループを一定期間のみ離脱した。後任の会長には江崎が就任した。
1990年2月18日、第39回衆議院議員総選挙が行われる。このときすでに稲村利幸は渡辺派に移っていた。選挙後、田中角栄および、稲村を除く二階堂グループ（木曜クラブ）の議員14人が辿った道は以下のとおり。
|    | 氏名       | 2月18日 | 2月19日          | 2月26日      | 3月8日       |
| -- | ---------- | ------- | ---------------- | ------------ | ------------ |
| 衆 | 田中角栄   | 不出馬  |                  |              |              |
| 衆 | 江﨑真澄   |         |                  |              |              |
| 衆 | 久野忠治   | 不出馬  |                  |              |              |
| 衆 | 二階堂進   |         |                  |              |              |
| 衆 | 松野幸泰   | 不出馬  |                  |              |              |
| 衆 | 山下元利   |         |                  |              |              |
| 衆 | 小坂徳三郎 | 不出馬  |                  |              |              |
| 衆 | 田村良平   | 不出馬  |                  |              |              |
| 衆 | 林義郎     |         |                  |              | 宮沢派に入会 |
| 衆 | 有馬元治   | 落選    |                  |              |              |
| 衆 | 保岡興治   | 落選    |                  |              |              |
| 衆 | 田中直紀   | 落選    |                  |              |              |
| 参 | 井上吉夫   |         |                  | 竹下派に入会 |              |
| 参 | 川原新次郎 |         | 宮沢派入りが内定 |              |              |
| 参 | 吉川芳男   |         | 宮沢派入りが内定 |              |              |

同年2月26日、江崎、山下、二階堂は協議し、二階堂グループは事実上解散状態にあるとの認識で一致した。4月10日、『国会便覧』が発行される。この時点で二階堂は無派閥となり、木曜クラブの所属議員は江崎と山下の2人だけになった。こうして田中政治は終焉を告げた。